# Джанберди аль-Газали
 Джанберди аль-Газали  (конец XV века, Сирия(?) — 6 февраля 1521 года, Дамаск) — политический деятель султаната мамлюков, позднее Османской империи, наместник в Дамаске, полководец.

## Биография
По происхождению аль-Газали был черкесским мамлюком. Предположительно родился в Сирии в конце XV века.

### На службе у мамлюков
К моменту начала османо-мамлюкской войны (1516—1517) Джанберди аль-Газали был наместником султана Аль-Ашрафа Кансуха аль-Гаури в Дамаске (Сирия). Среди подданных мамлюкских султанов в этот момент были сильны антиправительственные настроения: и крестьяне, и армия были недовольны султаном Кансухом аль-Гаури. Египетские мамлюки относились к Сирии как завоеватели, облагая тяжёлыми налогами сирийских феллахов, отдававшими кроме этого значительную часть урожая местным феодалам и духовенству.Произвол мамлюков причинял ущерб и населению городов, убытки несли ремесленники и мелкие торговцы. К началу XVI века недовольство мамлюкским господством охватило все слои населения Сирии и даже местных арабских феодалов. Поэтому в преддверии турецкого вторжения некоторые крупные феодалы заверили турецкого султана Селима I, что его войскам в Сирии не будет оказано сопротивление.
В августе 1516 года Селим I вторгся в земли мамлюков. Султан мамлюков Кансух аль-Гаури выступил ему на встречу. В битве на равнине Мардж Дабик турки разгромили армию мамлюков, султан Аль-Ашрафа Кансуха аль-Гаури пал в бою. После этой битвы жители Халеба, Айнтеба и ряда других сирийских городов, входивших в состав государства мамлюков, изгнали мамлюкские гарнизоны и в конце августа сдались Селиму I. Джанберди аль-Газали был вынужден покинуть Дамаск и бежать ко двору нового мамлюкского султана Туман-баея II аль-Ашрафа. Туман-бей собрал уцелевшие мамлюкские отряды, заручился поддержкой бедуинских шейхов и начал изготовлять пушки, зачислил в свою армию шесть тысяч чернокожих рабов, выпустил из тюрем уголовников и раздал оружие богатым горожанам. Туман-бай смог собрать под своим командованием до 40 тысяч человек, в том числе 20 тысяч мамлюков и бедуинов. Он назначил аль-Газали командиром своего авангарда и направил его отряд в Палестину.  25 декабря 1516 года десятитысячный отряд Джанберди аль-Газали столкнулся с авангардом турецкой армии под предводительством Хадыма Синана-паши недалеко от города Бейсан в южной Палестине. В ходе битвы при Бейсане весь отряд мамлюков был разгромлен и в панике бежал. Джанберди аль-Газали бежал в Египет. Где вместе с Туман-беем приступил к подготовке защиты Каира от османов. После очередного поражения мамлюков в битве при Райданийе и взятия Каира аль-Газали перешёл на сторону турок и присягнул турецкому султану Селиму I.

### На службе у турок

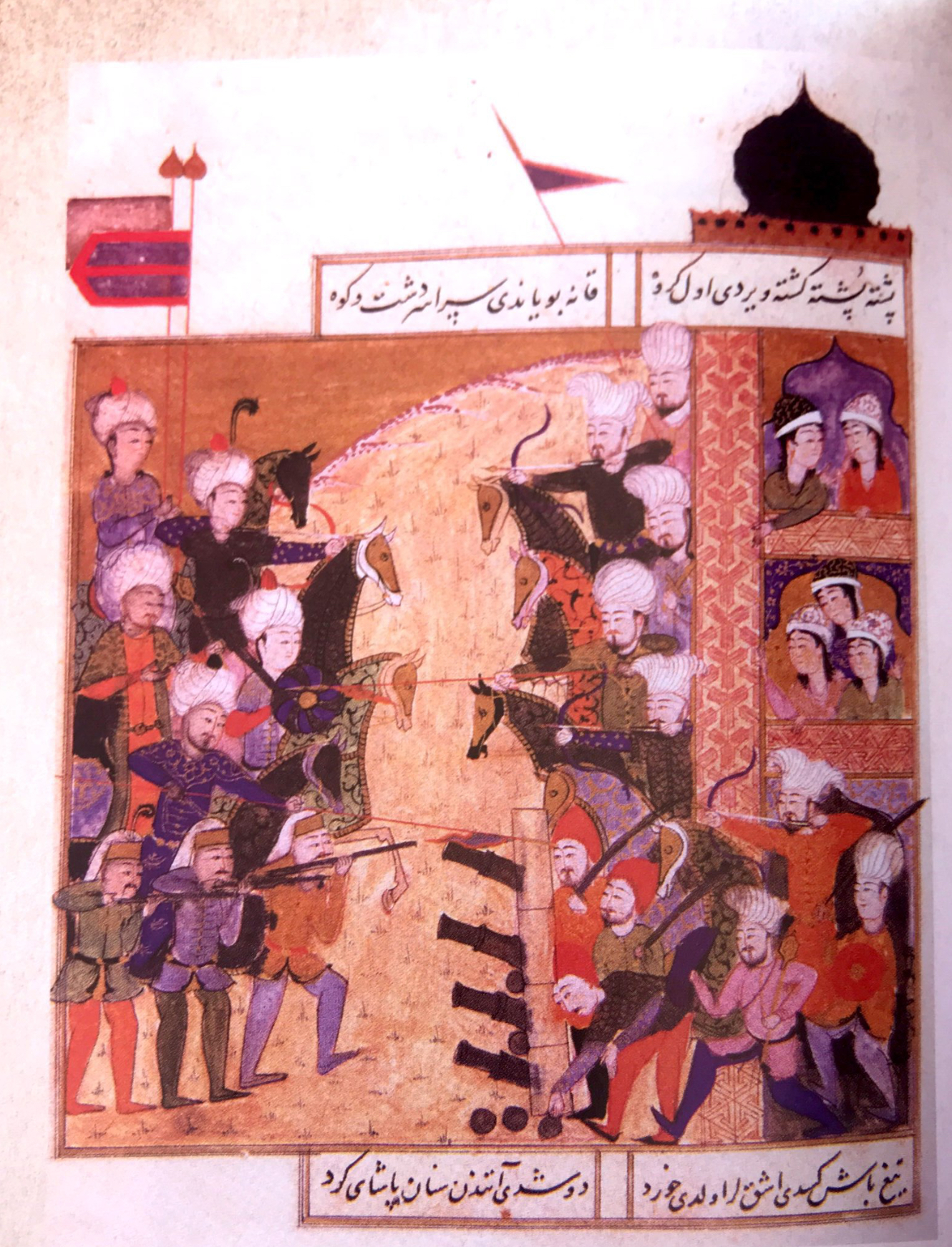
Осада Дамаска в 1521 году османскими войсками

После пленения Туман-бея Селим хотел даровать ему жизнь за проявленную храбрость и благородство, но изменники Хайр-бей и Джанберди аль—Газали убедили османского султана в том, что пленник должен быть немедленно казнён. Туман-бей был повешен 13 апреля 1517 года под аркой ворот Баб Зуэйла в Каире, а Джанберди аль-Газали вновь назначен наместником в Дамаске.В первое время Джанберди аль-Газали был лоялен в отношении Стамбула. Он жестоко подавлял восстания бедуинов, в частности, в 1519 году разгромил близ Баальбека шейха Ибн аль-Ханаша. Бедуины были настолько ослаблены, что на время отказались от нападения на деревни и караваны.
22 сентября 1520 года умер султан Селим I. Узнав об этом, бедуины и мамлюки Сирии подняли восстание с целью восстановление мамлюкского султаната. Джанберди аль-Газали возглавил мятеж, объявил об отделении Сирии от Османской империи и 31 октября 1520 года провозгласил себя султаном с мамлюкским лакабом «аль-Малик аль-Ашраф».
Были уничтожены турецкие гарнизоны в Дамаске, Бейруте, Триполи, Хомсе и других городах. Однако восстание не получило широкой поддержки. Его не поддержали египетские мамлюки и сирийское население, к Джанберди присоединились только друзы, бедуины Джебель-Наблуса и ещё несколько племён. Иоаннитские рыцари прислали с Родоса пушки.
В начале ноября 1520 года Джанберди аль-Газали 23-тысячным войском выступил на Халеб, но город устоял до прибытия из Анатолии османских войск. В сражении при Мастабе близ Дамаска 27 января 1521 года войско мятежников потерпело полное поражение, потеряв 3060 человек убитыми. Джанберди аль-Газали пытался бежать, переодевшись дервишем, но был схвачен и 6 февраля казнён.